# سفارة الصين في صنعاء
مبنى السفارة الصينية سفارة الصين في العاصمة اليمنية صنعاء تقع في شارع القصر بين شارع جمال وشارع الزبيري و مباشرة خلف مبنى القصر الجمهوري .